# (8093) 1992 UZ2
1992 يو زد 2 (ويعرف أيضًا باسم (8093) 1992 يو زد 2 وفق تسمية الكوكب الصغير) (بالإنجليزية: 1992 UZ2)‏ هو كويكب ضمن حزام الكويكبات؛ وترتيبه 8093 من حيث الاكتشاف.
اكتُشف هذا الجُرم الفلكي بواسطة Nobuhiro Kawasato ‏ في 25 أكتوبر 1992.

## وصلات خارجية
- (8093) 1992 UZ2 في قاعدة بيانات مختبر الدفع النفاث لأجرام النظام الشمسي الصغيرة

- الاكتشاف · مخطط المدار ·  العناصر المدارية · المعلمات المادية

- (8093) 1992 UZ2 على موقع ويكي سكاي: DSS2, SDSS, GALEX, IRAS, Hydrogen α, X-Ray, Astrophoto, Sky Map, Articles and images